# دوران طلایی دزدی دریایی
دوران طلایی دزدی دریایی (به انگلیسی: Golden Age of Piracy)،
یک اصطلاح رایج برای اشاره به یک یا چند طغیان دزدی دریایی در تاریخ دریانوردی است. در مقبول‌ترین تعریف، دوران طلایی دزدی دریایی از دههٔ ۱۶۵۰ شروع و تا ۱۷۳۰ خاتمه می‌یابد،
قدیمی‌ترین اشارهٔ شناخته شده ادبی در رابطه با عصر طلایی دزدی دریایی مربوط به سال ۱۸۹۴ می‌باشد که یک روزنامه‌نگار انگلیسی به نام جورج پاول در مقاله‌ای ضمن نگارشی کوتاه بر دوران غارت دریایی، اشاره می‌کند که: عصر طلایی دزدان دریایی تا آخرین دههٔ قرن هفدهم بوده‌است
یک دورهٔ ۸۰ ساله که با فجیع‌ترین نبردها و غارت‌های دریایی همراه بود. غارت‌هایی که در غرب عمدتاً توسط ملوانان اروپایی و در شرق نیز توسط دزدان دریایی چینی صورت گرفت. با کشف قاره آمریکا توسط کریستف کلمب که تنها راه رفتن به آنجا آب‌های اقیانوس بود، انواع کشتی‌های باربری و نظامی به سوی این قاره سرازیر شدند و تشکیل مستعمرههای جدیدی دادند. در حقیقت اولین غارتگر و استعمارگر این منطقه شاید به تعبیری خود کلمب باشد. دوران طلایی دزدان دریایی در مجموع شامل سه بخش عمده می‌باشد
1. اولین دوره که معروف به بوکانیر[و ۳] می‌باشد در سال‌های ۱۶۵۰ تا ۱۶۸۰ واقع شد و پایه‌گذاری آن توسط ملوانان انگلیسی و فرانسوی با خاستگاه جامائیکا[و ۴] بود جهت حمله به مستعمرات و حمل و نقل دریایی اسپانیا در جزایر کارائیب[و ۵]
2. دومین دوره که آغاز آن سال ۱۶۹۰ میلادی می‌باشد در ارتباط با سفرهای راه دور آمریکا در غرب، و حمله به مسلمانان و کمپانی هند شرقی[و ۶] در اقیانوس هند و دریای سرخ[و ۷] در شرق می‌باشد
3. سومین دوره نیز مربوط به دوران جانشینی و گسترش امپراتوری اسپانیا از سال ۱۷۱۶ تا ۱۷۲۶ و معروف به دورهٔ Privateer می‌باشد، در این دوره ملوانان انگلیسی و آمریکاییِ بیکار در پایان جنگ جانشینی اسپانیا. ناگهان به دزدی دریایی در دریای کارائیب، سواحل شرقی آمریکای شمالی، غرب سواحل آفریقا و اقیانوس اطلس پرداختند، کامل‌ترین مرجع برای مراجعه و شناخت وقایع این دوره کتابی است نوشته ناخدا چارلز جانسون[و ۸] به نام تاریخ عمومی دزدان دریایی[و ۹]

## مستعمرات جدید و پیدایش دزدان دریایی

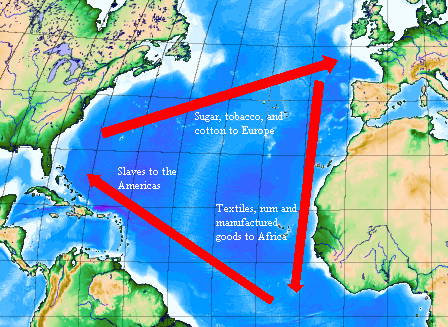
مثلث مشهور به مثلث بازرگانی ، پس از کشف آمریکا توسط کریستف کلمب که بعدها زمینه‌ساز تاخت و تاز دزدان دریایی گردید

پس از کشف آمریکا سومین ضلع یک مثلث تجاری تکمیل گردید که به مثلث بازرگانی معروف گشت، طبق این مثلث و بر روی نقشه، از قاره اروپا انواع منسوجات، شراب، و سایر محصولات تولیدی مقبول آفریقا به آنجا ارسال می‌گردید، بردهها از آفریقا و مبدأ جزایر قناری به سمت قاره آمریکا و منطقه کارائیب برده می‌شد و در نهایت سومین ضلع این نقشه ارسال تنباکو، شکر و کتان از آمریکا به اروپا بود، یکی از عمده دلایل مقبولیت این مسیر بازرگانی برای ناخدایان استفاده از جریان‌های دریایی و بادهای موسمی مناسب برای دریانوردی بود، فرانسوی‌ها، انگلیسی‌ها، هلندی‌ها، پرتقالی‌ها به قصد تسلط بر آمریکا. ثروت و منابعشان را روانهٔ آبها کردند، سه کشور اروپایی برای نخستین بار به آمریکای شمالی کوچیده و در آنجا اقامت گزیدند. 
اسپانیایی‌ها نخستین کلونی‌های دائمی را در سنت آگوستین واقع در فلوریدای کنونی به سال ۱۵۶۵ به وجود آوردند. بعد از اسپانیایی‌ها و در حقیقت پراهمیت‌ترین کشورهای ایجادکننده مستعمره و کلونی در منطقه کارائیب، انگلستان و فرانسه بودند.
 بیشتر نو کوچان نخستین، به دلایل اقتصادی از اقیانوس اطلس گذشته و وارد آمریکا شدند اما برخی دیگر نیز موطن خودشان را به واسطه انگیزه‌های ایده‌آلیستی از قبیل آزادی مذهبی، صلح‌جویی و غیره ترک کردند، نو کوچان انگلیسی عموماً در طول ساحل شرقی ایالات متحده و نو کوچان فرانسوی بر کرانه‌های رودخانه سن لوران اقامت گزیدند. تا سال ۱۶۰۷ صدو چهار کلونی در جیمز تاون، ویرجینیا، و منطقهٔ کارائیب تأسیس گردید، برخی از کلونی‌ها اختصاصی بود که به وسیلهٔ مالکان ثروتمند و معمولاً اشراف ایجاد می‌گردید و کنترل می‌شد، در عرض چند دهه دزدی دریایی هم رواج یافت و این مثلث بازرگانی برای آن‌ها تبدیل به مثلث طلایی شد، گروه‌های غارتگر مختلف. پهنهٔ آبها را میان خود تقسیم کردند، غارت کشتی‌ها نه تنها دزدان دریایی را ثروتمند می‌کرد بلکه آن‌ها را صاحب قدرت و تجهیزات نظامی هم می‌نمود اغلب گروه‌هایی که بعدها به راهزنان دریا مشهور شدند ابتدا جاشوها و سربازان کشتی‌های جنگی بودند که از طرف کشورهای مختلف به آمریکا فرستاده می‌شدند تا در جستجوهای خطرناک، گنج یا محموله‌های با ارزش پیدا کنند. به تدریج دسته‌های مختلف در آمریکا پایگاه‌هایی برای خود ساختند و بندرها و لنگرگاه‌ها را بر پا کردند و در دریا هم به سختی با یکدیگر درگیر شدند. هر کس هر قلمرویی در خشکی یا در آب داشت با شمشیر و تفنگ به دست آورده بود. جنگ‌افزار و آذوقه بسیار پرارزش بود چرا که باید از آن سوی اقیانوس به آمریکا می‌رسید، در این میان جنگ و بی نظمی منطقه را دربر گرفته بود. در میان این بی قانونی و چند دستگی که بین قدرت‌های بزرگ وجود داشت، سر و کله دزدان دریایی پیدا شد، برای راهزنی و دزدی دریایی در ابتدای کار قانونی وجود نداشت چرا که در آن کشمکش، دزدی از کسانی حساب می‌شد که خودشان از جای دیگری دزدی کرده بودند. دورهٔ افسانه‌ای دزدان دریایی ۸۰ سال و از تاریخ ۱۶۵۰ تا ۱۷۳۰ به طول انجامید. در این دوره هر محموله، کشتی مسافربری و حتی کشتی جنگی در خطر حمله شدید و بی‌رحمانه یکی از گروه‌های دزدان دریایی قرار داشت، زنان و بچه‌های کوچک هم از این حمله‌ها در امان نبودند، در منطقهٔ جامائیکا و با مرکزیت ناسائو، دزدان دریایی تشکیل یک اجتماع متمرکز به نام جمهوری دزدان دریایی را پی ریزی کردند که اغلبِ قوانین راهزنی، تقسیم غنایم و نقشهٔ حملات از این مرکز شکل می‌گرفت

### سنگدل‌ترین دزدان دریایی

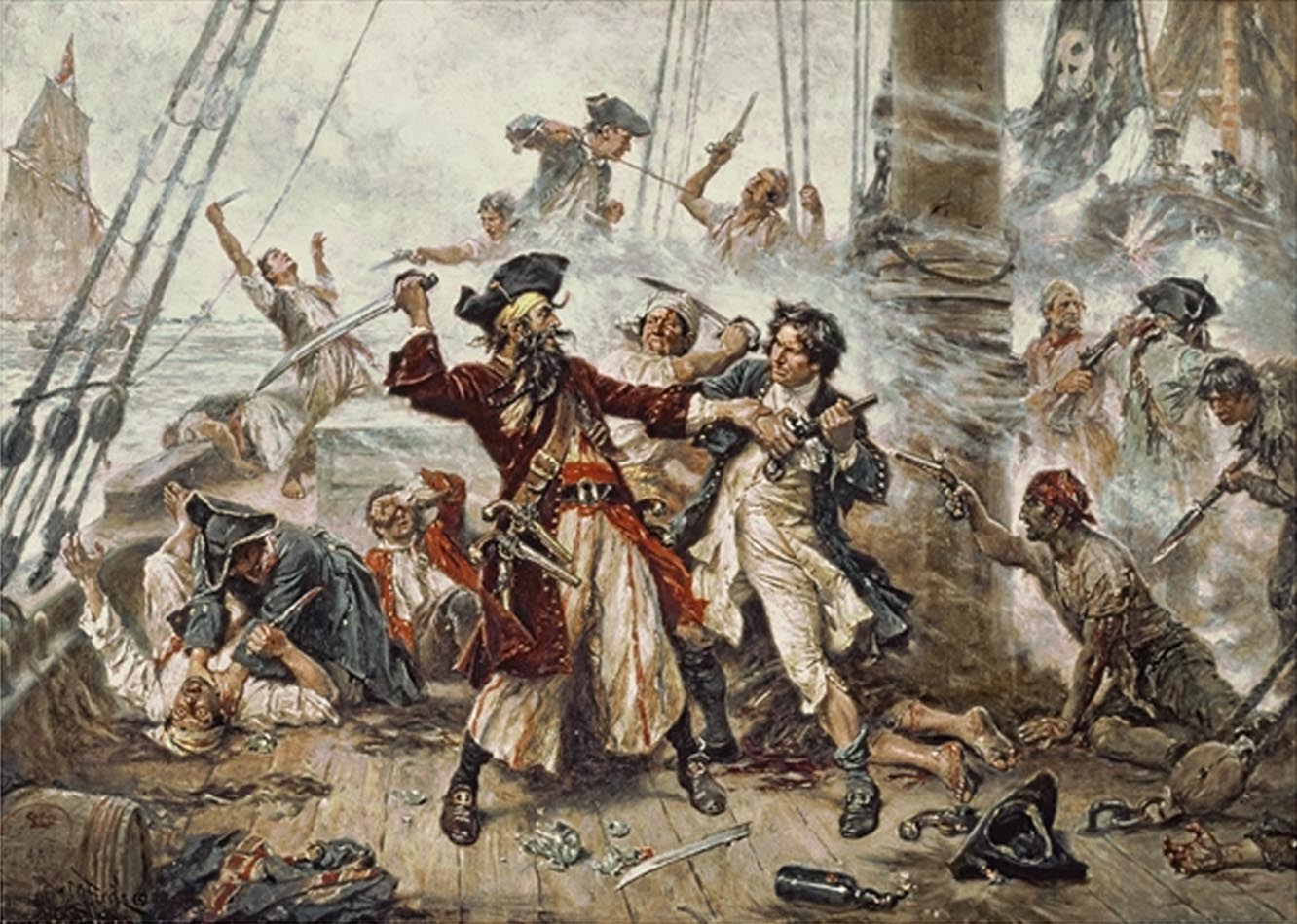
دزد دریایی معروف به ریش سیاه در حال جنگ با کاپیتان رابرت مینارد از نیروی دریایی سلطنتی

پرچمی که جک رکهم ابداع کرد و به عنوان پرچم دزدان دریایی مشهور گشت

- ادوارد تیچ[و ۲۲][۱] یکی از بزرگ‌ترین سَرکردگان دزدان دریایی بود که به وی لقب ریش سیاه[و ۲۳] داده بودند. تیچ بیشتر در آب‌های غرب اقیانوس اطلس حکمرانی می‌کرد. نه تنها در دریا بلکه گاهی در خشکی هم دست به غارت و دزدی می‌زد. بسیاری از بنادرِ آن زمان به دست ادوارد تیچ و گروه دزدان او غارت شد، از جمله بندرهای پورت رویال[و ۲۴] و جامائیکا گرفته تا بندر ناسائو[و ۲۵] و از هندوراس[و ۲۶] تا هاوانا[و ۲۷] و بلیز[و ۲۸] بسیاری از سرزمین‌ها غارت شدند، شِگرد کار او برای حمله به بنادر بسیار فنی و حساب شده بود. در آن زمان اغلبِ بندرگاه‌ها به وسیلهٔ دژ و باروی نسبتاً قوی محافظت می‌شد که عمدتاً با توپ‌های سنگین که با چهارپاره[یادداشت ۲] پُر می‌شد محافظت می‌گردید. تیچ پس از برآورد میزان توان دفاعی بندرگاه، جهت وارد آمدن خسارت کمتر به کشتی و کارکنانش، معمولاً در شب‌هایی که مه کامل بر دریا حکمفرما بود و دریا در حالت مد قرار داشت، مثلِ اَجَل مُعلّق سر می‌رسید و با استفاده از ترفند غافلگیری. برج‌ها و باروها را به توپ می‌بست. سرانجام ادوارد تیچ در نبرد با ناوگان دریایی انگلیس به رهبری کاپیتان رابرت مینارد[و ۲۹] در ۲۲ نوامبر ۱۷۱۸ کشته شد،[یادداشت ۳] مینارد بعد از کشتن ادوارد تیچ، سر او را برید و در قسمت دکل جلوی دماغه کشتی نصب کرد.

- جک رکهم[و ۳۰][۲] که به رکهم سرخ‌پوش معروف بود یکی دیگر از بزرگ‌ترین راهزنان دریایی به حساب می‌آمد. هر کدام از دزدان دریایی پرچم[و ۳۱] خاصی داشتند که به وسیلهٔ آن شناخته می‌شدند ولی آنچه که امروز به عنوان پرچم دزدان دریایی مشهور است و نماد همیشگی آن‌ها است، پرچمی است که رکهم از آن استفاده می‌کرد و نماد یک جمجمه[و ۳۲] انسان در میان دو شمشیر متقاطع بر روی پارچه‌ای مشکی رنگ بود.[۳] به خاطر لباس‌های پشمی سرخ رنگی که می‌پوشید به او لقب سرخ‌پوش یا چلواری داده بودند. رکهم کشتی‌های زیادی را تسخیر کرد و خیلی‌های دیگر را به قعر دریا فرستاد که مهم‌ترین آن‌ها کینگ استون[و ۳۳] بود.
- بارتولومئو روبرتز[و ۳۴] مُلَقب به بلک بارت[و ۳۵] یا به تعبیری دیگر بارت سنگدل یکی دیگر از مخوف‌ترین دزدان عصر طلایی می‌باشد، بارت رکورددار نابود کردن کشتی بود. بر طبق برآوردها حدود ۹۵۴ کشتی کوچک و بزرگ توسط این ناخدا به عمق آبها فرستاده شد و حتی چنان در این کار زیاده روی کرد که از ریش سیاه هم پیشی گرفت. نوع حملهٔ او و عدم توجهش به درخواست تسلیم بعضی از کشتی‌ها این شُبهه را به وجود آورد که احتمالاً از روی تفریح دست به غرق کشتی‌ها می‌زده. در اوایل قرن ۱۸، بارت به بسیاری از بنادر و شهرها حمله و آن‌ها را غارت و نابود کرد، به دلیل قساوت و بی رحمی اش به او بارت سیاه‌دل می‌گفتند، نیروی دریایی انگلستان دستهٔ کشتی‌های بارت را محاصره کرد و نبرد سختی درگرفت. سرانجام بارت سیاه‌دل با شلیک گلوله سربی[و ۳۶] یک تپانچه به گلویش کشته شد.
- چارلز وین[و ۳۷][۴][۵] یکی از بی رحم‌ترین و وحشی‌ترین کاپیتان‌های کشتی دزدان دریایی در تمام دوران بود. وین به آزار و شکنجه و کشتار بی رحمانهٔ دریانوردان و مسافران شُهره بود. تعداد زیادی را کشت و کشتی‌های بسیاری را غارت کرد. چارلز وین در عین حال یکی از مغرورترین دزدان دریایی نیز می‌باشد او تنها کاپیتانی بود که به اصول و قوانین دزدان دریایی هیچ اهمیتی نمی‌داد و بر روی عرشهٔ کشتی[و ۳۸] خودش تنها قوانین مختص به خودش جهت جاشوان اعمال می‌گردید که در بعضی از موارد بسیار فجیع و دلهره‌آور بود مثل بستن ملوان مجرم به دکل کشتی[و ۳۹] برای روزهای متوالی بدون آب و غذا که بعدها برای سایر کاپیتان‌ها مرسوم گردید و همچنین گاهی ملوان خاطی را با طناب بلند از کنارهٔ کشتی آویزان می‌کرد در حالی که تنها سینه و گردنش از آب بیرون بود و به دنبال کشتی کشیده می‌شد
- آمارو فارگو[و ۴۰] یکی دیگر از دزدان دریایی مشهور این دوره می‌باشد. فارگو در ابتدا به شکل مستقل کار می‌کرد اما بعدها برای تلافی حملات انگلیسی‌ها به کشتی‌های اسپانیایی به استخدام دولت اسپانیا درآمد و پس از آن مرتب به کشتی‌های هر دو کشور هلند و انگلستان حمله می‌کرد و گنجینه‌های تصرف شده را به اسپانیا منتقل می‌کرد. اقدامات او در اسپانیا لقب شریف‌زاده را برایش به ارمغان آورد
- استید بونت[و ۴۱][۶] تنها دزد دریایی است که از او با عنوان جنتلمن[و ۴۲] یاد می‌شود به دلیل اینکه قبل از راهزنی و تبدیل شدن به یک دزد دریایی یک ملاک ثروتمند در باربادوس[و ۴۳] بود که زمین‌های بسیاری داشت. به دلیل ماجراجویی وارد این نوع زندگی شد. بونت از یک خانواده ثروتمند انگلیسی در باربادوس متولد شد و املاک خانواده را پس از مرگ پدرش به ارث برد. پس از دست کشیدن از زندگی عادی یک کشتی خریداری کرد و نام آن را انتقام[و ۴۴] گذاشت.[یادداشت ۴] عمدهٔ شهرت کاپیتان بونت، ایجاد پایگاه و مقر دزدان دریایی با نام جمهوری دزدان دریایی[و ۴۵] در منطقهٔ باهاما بود.

### دزدان دریایی علیه حکومت‌ها

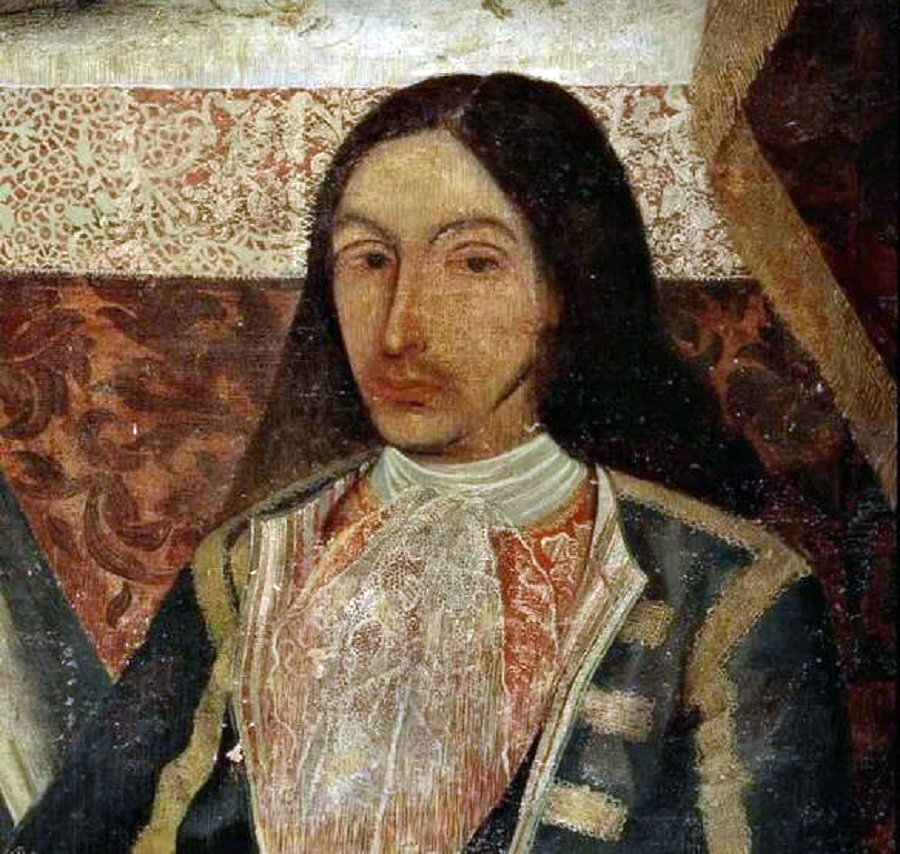
آمارو فارگو یکی از دزدان دریایی معروف عصر طلایی بود که جهت مقابله با حملات دزدان و کشتی‌های نظامی انگلیسی به استخدام نیروی دریایی اسپانیا درآمد.

فرانسیس دریک دریانورد و دزد دریایی انگلیسی ۵۰ سال پس از ماژلان کره زمین را دور زد، پس از انجام بسیاری از سفرها و راهزنی‌هایش، ثروتی سرشار به انگلستان آورد. دریک با حمله و غارت کشتی‌های اسپانیایی اموال بسیاری را به زور از کشتی‌های اسپانیایی گرفت، ملکه الیزابت اول به واسطه دشمنی با اسپانیایی‌ها دزدی‌های دریک را نادیده گرفت و حتی او را تشویق و ترغیب کرد، با شکست ناوگان دریایی اسپانیا در نزدیکی سواحل انگلیس به سال ۱۵۸۸ قدرت یک انگلیس متحد به اوج خود رسید، این جنگ و جدل در پی بروز یک خصومت دینی و فردی بین فیلیپ دوم پادشاه کاتولیک اسپانیا و الیزابت اول ملکه پروتستان انگلیس شعله‌ور گشت. ناوگان فیلیپ بزرگ‌ترین ناوگانی بود که دنیا به خود دیده بود که شامل ۲۴ فروند کشتی جنگی توپ دار و ۴۰ کشتی تجارتی تبدیل شده به ناو جنگی، ۲۵ کشتی تدارکاتی به همراه ۳۶ کشتی کوچک‌تر، در مقابل ناوگان انگلیس از ۷۰ فروند کشتی مختلف تشکیل می‌یافت ولی تعداد توپ‌های آن‌ها دو برابر اسپانیایی‌ها بود. انگلیسی‌ها تاکتیک جدید محاصره و غرق کشتی‌ها را در ازای وارد شدن و تصرف آن در پیش گرفتند، نتیجه نبرد به نفع انگلیس تمام شد و این نبرد تمام معادلات امپریالیستی آن روزگار را تغییر داد و انگلستان را تبدیل به قدرت بی چون و چرای دریاها نمود،
اسپانیا در قرن پانزدهم میلادی با شناخت آمریکا و تصرف تدریجی آن در قرن شانزدهم مبدل به قدرت اول تجاری و دریایی دنیا شده بود، این کشور به جای آنکه خودش را درگیر نبردهای بی سرانجام اروپایی کند دست به اکتشافات دریایی بزرگ زد و دریانوردانش تا انتهای اقیانوس‌های اطلس و آرام پیش رفتند.
 قاره آمریکا برای اسپانیا یک منبع درآمد غیرقابل انکار بود. طلاها و سنگ‌های قیمتی بسیار توسط کشتی‌های اسپانیایی به سمت قاره اروپا مرتب در حال رفت‌وآمد بودند. به تدریج مزاحمانی بر سر راه اسپانیایی‌ها پیدا شدند که مهترین آن‌ها نیروی دریایی انگلیس بود. در آن زمان میان انگلستان و اسپانیا بر سرِ تصاحب قدرت دریایی و بِلامُنازع جنگ لفظی شدیدی وجود داشت. انگلیسی‌ها مرتب و به شکل فزاینده‌ای به داخل متصرفات اسپانیا رفت‌وآمد می‌کردند. هنری مورگان کسی بود که تحت استخدام انگلستان بود و جزو نیروی دریایی این کشور محسوب می‌شد و مأموریت او این بود که حرکت محموله‌ها و کشتی‌های اسپانیایی را به سمت آن کشور مُختل کند. اقدامات هنری مورگان از طرف انگلستان تقدیر شد و به او مقام شوالیه دادند و همچنین او را به حکومت جامائیکا منصوب کردند که در آن زمان تحت سلطهٔ انگلستان بود. در این میان حکومت اسپانیا نیز بیکار نبود و برای مقابله به مثل با امپراتوری بریتانیای کبیر چاره‌ای اندیشید. اسپانیا هم همان روش کشور رقیب خودش را پیش گرفت و این بار با یک دزد دریایی قهار به نام آمارو فارگو قرارداد بست، فارگو کار خود را با غارت از جزایر قناری آغاز کرده بود و برای خودش آوازه‌ای دست و پا کرده بود به کشتی‌های هر دو کشور انگلستان و هلند حمله می‌کرد

## دزدان دریایی بربر
دزدان دریایی بربر اصطلاحی است برای گروه دزدان دریایی شمال آفریقا و عمدتاً دریای مدیترانه، پایگاه و مناطق سکونت و گشت زنی آن‌ها محدود به بنادر تونس، طرابلس، الجزایر و مراکش می‌باشد، آغاز فعالیت آن‌ها به زمان شروع جنگ‌های صلیبی بر می‌گردد، تا اوایل قرن نوزدهم روستاهای ساحلی و شهرهای ایتالیا، اسپانیا و جزایر دریای مدیترانه توسط آن‌ها غارت شد. از قرن ۱۷ دزدان دریایی بربر گاهی در مناطق اقیانوس اطلس و نواحی ایسلند هم دیده می‌شدند، در کتاب پروفسور رابرت دیویس استاد تاریخ دانشگاه اوهایو گفته شده که بین ۱ تا ۱/۵ میلیون اروپایی توسط دزدان دریایی بربر دستگیر و به عنوان برده در جهان عرب بین قرون ۱۶ تا ۱۹ فروخته شدند. اوایل قرن ۱۷ اوج شکوفایی راهزنی این دزدان قلمداد می‌شود، در این زمان فقط در الجزایر حدود بیست هزار نفر اسیر، زندانی دزدان بود، به ثروتمندان اجازه داده می‌شد تا با پرداخت دیه یا خون‌بها آزادی خود را خریداری نمایند و آزاد شوند اما فقرا به بردگی محکوم می‌شدند. در میان اسرا نه تنها از اهالی ایتالیا و اسپانیا بلکه مسافران آلمانی و انگلیسی هم دیده می‌شدند، اولویت اسارت برای آن‌ها جوانان و کسانی بودند که در وضعیت جسمی مناسبی قرار داشتند. همهٔ کسانی که مقاومت می‌کردند بلافاصله کشته می‌شدند، یکه‌تازی و رفاه دزدان دریایی بربر تا اوایل قرن ۱۹ ادامه داشت. در آن زمان ایالات متحده نوپای آمریکا پرداخت هر گونه فدیه به دزدان در جهت آزادی گروگان‌ها را رد کرد و وارد اولین و دومین جنگ با این دزدان در شمال آفریقا شد و دزدان دریایی بربر اسیر ملوانان آمریکایی شدند. کشورهای فرانسه و انگلستان نیز به دنبال آمریکا حملاتی را علیه دزدان دریایی بربر آغاز نمودند تا اینکه این منطقه از لوث وجود آن‌ها پاک گردید.

## قوانین دزدان دریایی

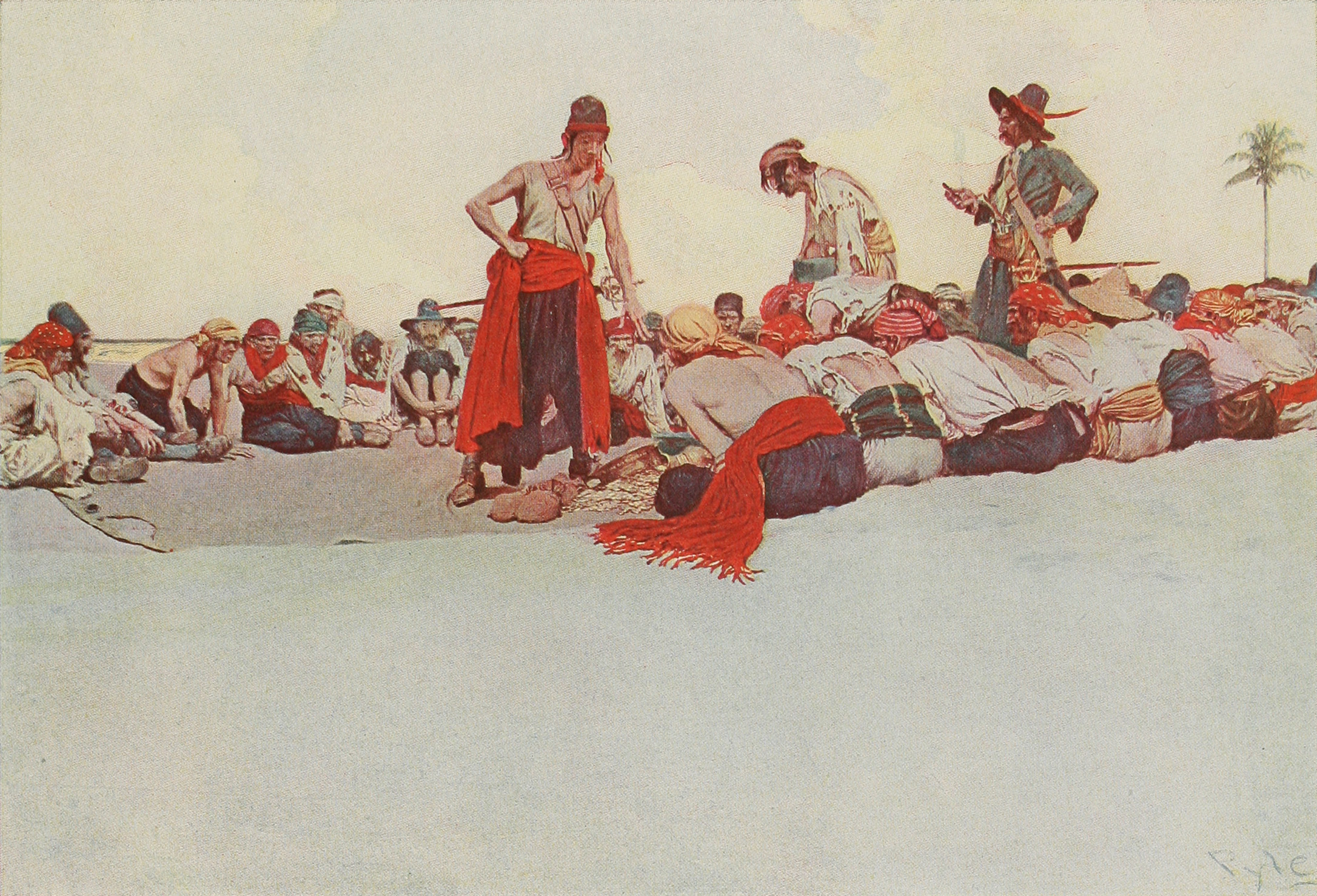
یک نقاشی از هوارد پایل که تقسیم غنایم در میان دزدان دریایی را نشان می‌دهد.

بر خلاف تصور عموم دزدان دریایی در زندگی شخصی خودشان قوانین بسیار محرزی داشتند و عدم رعایت قوانین مذکور از طرف هر ملوان تبعات بسیار بدی برایش به همراه داشت تعدادی از قوانین فراگیر در میان اغلب کاپیتان‌ها و کشتی‌ها از این قرار بود:
- حق خوش گذرانی در کشتی برای همگان برابر و محدود به زمان و مکان (در دریا) بود و این‌طور نبود که کار آن‌ها صبح تا شب فقط خوشگذرانی باشد.
- هر کدام از سرنشینان کشتی دزدان به شکل مساوی و برابر از غنایم به دست آمده سهم می‌بردند و اگر کسی از آن‌ها بدون رعایت این قانون کلاهبرداری[و ۶۰] می‌کرد یا به وسیله تقلب[و ۶۱] سهم بیشتر (حتی یک شمشیر) به دست می‌آورد طبق قانون جریمه اش این بود که به دریا پرتاب شود.[۱۱]
- هیچ‌کس از سرنشینان کشتی حق نداشت روی بازی‌هایی که در کشتی انجام می‌دادند شرط‌بندی[و ۶۲] کنند، البته چند تن از ناخدایان از جمله ویلیام کید شرط‌بندی را فقط مجاز به بودن بر روی خاک (زمین یا ساحل) و جزایر مجاز کرده بودند.
- هشت شب ساعت خاموشی بود و پس از آن اگر کسی می‌خواست بیدار بماند یا بازی کند، باید روی عرشه و در کنار بقیه بماند.
- هر گونه سرقت از کابین‌های توشه و آشپزخانه کشتی و انبارها مستلزم خوفناک‌ترین و بی رحمانه‌ترین کیفر بود چرا که سرقت از این مکان‌ها سرقت از همهٔ ملوانان محسوب می‌شد
- نوازنده‌ها[و ۶۳] می‌توانستند آخر هفته در طول روز بخوابند ولی در طول روزهای دیگر هیچ‌کدام از آن‌ها حق خوابیدن نداشتند
- هیچ‌کس روی عرشه حق دعوا و درگیری نداشت و به هنگام به وجود آمدن اختلاف بین دو نفر آن‌ها حتماً می‌بایست قضیه را با شمشیر یا تپانچه (به انتخاب خودشان) و در حضور شاهد بر روی ساحل بین خودشان حل و فصل کنند.
- اگر کسی کشتی را ترک می‌کرد یا به کشتی‌های دیگر یا خشکی پناهنده می‌شد، هر جا او را گیر می‌آوردند یا کشته می‌شد یا به دریا انداخته می‌شد
- همهٔ افراد کشتی باید تپانچه، شمشیر و دیگر آلات جنگی خودشان را تمیز و براق نگه می‌داشتند و در صورت مشاهده قصور و عدم توجه به این قانون گاهی تنبیه شلاق[و ۶۴] هم اجرا می‌شد
- هر کس می‌خواست دربارهٔ زندگی آتی و برنامه‌هایش برای آینده صحبت کند باید نفری هزار پوند به هر یک از سرنشینانی که شنونده حرف‌هایش بودند می‌داد.[۱۲]

## قرارداد اوترخت و پایان عصر طلایی

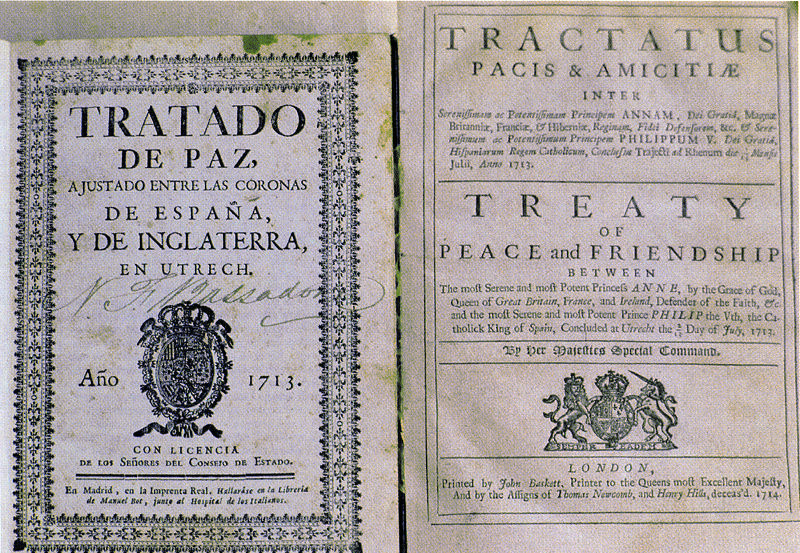
نمایی از اولین نسخه قرارداد اوترخت که به پایان عصر طلایی دزدان دریایی انجامید

در سال ۱۷۱۳ قراردادی به نام اوترخت بود که سر انجام به تاخت و تاز دزدان دریایی پایان داد. در این قرارداد، نیروهای دریایی اسپانیا، انگلستان، فرانسه و استان‌های متحد متعهد شدند که نیروهای زیادی را برای محافظت از آب‌های بین‌المللی و برقراری آرامش در منطقهٔ کارائیب آموزش دهند و کشتی‌های جنگی متعددی را برای این امر اختصاص دهند، فرانسه که در آن زمان تحت پادشاهی لوئی چهاردهم از سلسله پادشاهان بوربون بود به دلیل نفوذ انگلستان در قاره آمریکا که منجر به ایجاد مستعمرات بسیاری شده بود با امضای این قرارداد در ابتدای کار چندان موافق نبود. این کشور هر چند نیروی نظامیِ دریایی نسبتاً قوی داشت اما در زمینهٔ داشتن دزدانِ دریایی بومی برخلاف اسپانیا و انگلستان عملاً حرفی برای گفتن نداشت و به همین دلیل به خاطر جلوگیری از حملات دزدان دریایی به کشتی‌های نظامی و مسافری و باربری اش صلاح در این دید که به جمع امضا کنندگان این قانون بپیوندد. با شکل‌گیری این نیروی متحد در عرض چند سال اکثر دزدان دریایی یا در جنگ با نیروهای محافظ دریا کشته شدند یا به اسارت درآمدند و به زندان افتادند و در نهایت به چوبهٔ دار سپرده شدند.

### تبعات قرارداد اوترخت برای دزدان دریایی

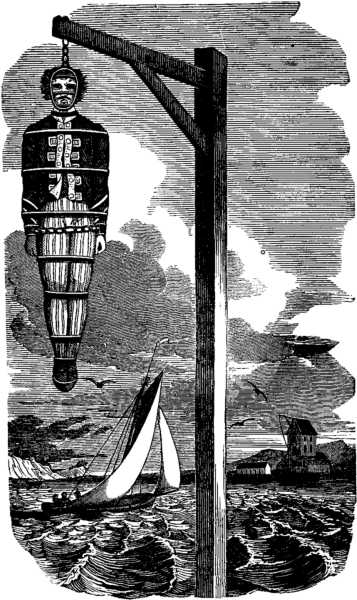
نگاره‌ای از اعدام کاپیتان کید، با وجود بازجویی و شکنجه هیچگاه نتوانستند گنجینه دفن شده‌اش را بیابند.

ثبت و اجرای قرارداد اوترخت برای مقابله با دزدان دریایی تبعات بسیاری به همراه داشت، در ماه‌های آغازین این قرارداد هیچ واکنشی از طرف دزدان صورت نگرفت اما با شروع حملات قوای متحد. ورق برگشت، شدت و بازخورد حملات به گونه‌ای بود که تعداد بسیار زیادی از دزدان به نقاط نامعلومی فرار کردند و تعداد بسیاری از آن‌ها وقتی در تنگنا قرار گرفتند به شیوهٔ دزدان دریایی انتحار کردند و برخی از آن‌ها غنایمی را که در طی سال‌ها راهزنی به دست آورده بودند در جای نامعلومی پنهان ساختند. از جمله نکات اصلی و تبعات قرارداد اوترخت می‌توان به چند مورد اشاره داشت:
- تنها بازمانده: تنها دزد دریایی بازمانده و سرشناسی که توانست ثروت بی‌شمارش را بردارد و فرار کند هنری آوری[و ۷۰] بود. آوری با غارت کشتی مغولی مشهور گنجی ساوایی[و ۷۱] معروف شده بود، دامنهٔ یکه‌تازی و غارت او حد و مرزی نداشت، گزارش‌هایی از سرکشی‌های او تا دماغهٔ امید نیک[و ۷۲] یعنی جنوبی‌ترین نقطهٔ خاک قاره آفریقا نیز ثبت شده در سال ۱۶۹۶ ناپدید شد و روایت‌های متعدد و متناقضی دربارهٔ مقصد او گفته شد. در حقیقت بعد از این تاریخ گزارشی از حمله او به هیچ کشتی ثبت نشده.[۱۴]
- خودکشی از نوع دزد دریایی: چند ماه پس از پیمان اوترخت بسیاری از ملوانانی که در میان دزدان دریایی بودند به نیروهای فرانسه، انگلیس و دیگر متحدان که علیه دزدان دریایی بسیج شده بودند پیوستند. هجمه و یورش نیروهای متحد علیه دزدان دریایی به شکلی بود که بسیاری از آن‌ها در هنگام نزدیک شدن کشتی‌های متحد و درگیری مستقیم از ترس مرگ فجیع و چوبه دار به دریا می‌پریدند.
- خاکسپاری از نوع دزد دریایی: در همان زمان اجرای قرارداد تعدادی از سرشناسان دزدان دریایی همان روش دفن گنج‌های بزرگ به شیوه و راه و رسم ویلیام کید را پیش گرفتند. پس از اعدام کید با وجود تحت فشار قرار دادن و شکنجه، هیچ‌کس نتوانست گنجینه‌های بزرگی را که به خاک سپرده بود پیدا کند و تا امروز هر از گاهی خبرهایی از ماجراجویان در رابطه با محل یا احیاناً جزیره و غاری در زمینهٔ گنج گمشده کاپیتان کید شنیده می‌شود که صحت هیچ‌کدام تاکنون تأیید نشده، موضوع اصلی آنجا بود که هر یک از دزدان جهت امحای گنج‌های خود راه و روش پیچیده‌ای در پیش می‌گرفت
- عفو به شیوه‌ای غیر از دزدان: در این میان تعداد بسیار زیادی از ملوانان و جاشوان دزدان دریایی راهی به جز تسلیم نداشتند و نجات را تنها در این راه یافتند مشکل اصلی آنجا بود که این عفو همیشه شامل حال آن‌ها نمی‌گردید، معمولاً بعد از حبس دادگاهی برای بررسی سوابق مجرمانه آن‌ها تشکیل می‌گردید و اگر محرز می‌شد که ملوان نگون‌بخت در کشتار وسیع و بی رحمی و شقاوت جنبه بی‌طرفی یا اعتدال را رعایت نکرده بلافاصله به چوبهٔ دار سپرده می‌شد و تعدادی از آن‌ها که خوش‌اقبال تر بودند در نیروی دریایی علیه دزدان مجدداً به استخدام درمی‌آمدند و در کشتی‌های جنگی یا گشت مشغول می‌شدند.
- دزدان دریایی زن: در دوران عصر طلایی راهزنی حداقل دو مورد از ورود زنان به زندگی دزدان وجود دارد (معمولاً با لباس مبدل و در قالب مرد) بهترین دزد دریایی زن شناخته شده، آن بونی[و ۷۳] است که معمولاً با نام مختصر بانی خوانده می‌شد؛ و زن دیگر به نام ماری رید،[و ۷۴] بانی در بندر ناسائو از همسرش جدا شد و با معشوقه خودش کاپیتان جک رکهم فرار کرد، تا قبل از این بانی حتی با لباس مبدل در ارتش بریتانیا هم مدتی خدمت کرده بود. او پس از ترک شوهرش به منطقه کارائیب آمد و به جک رکهم و خدمه اش پیوست، با حمله جک به یک کشتی که زن دیگر یعنی ماری رید یکی از خدمه اش بود، ماری نیز دستگیر و به کشتی جک منتقل شد، به دلیل ظاهر زیبا گفته شده که لحظاتی را به تنهایی با بانی معشوقه جک به سر می‌برده و زمانی که جک پی به موضوع می‌برد و مظنون به رابطه مخفیانه آن دو می‌شود، ماری مجبور می‌شود که ماهیت اصلی خودش را فاش سازد، هنگامی که کشتی آن‌ها در تاریخ ۱۷۲۰ مورد حمله قرار گرفت، تنها دو زن (ماری و بانی) و یک ملوان ناشناس به دفاع از آن پرداختند در حالی که سایر ملوانان به دلیل افراط در نوشیدن شراب مست بودند و حال طبیعی نداشتند، در پایان آن‌ها دستگیر و بازداشت شدند، پس از دستگیری این دو زن، هر دو متهم به دزدی دریایی و محکوم به اعدام شدند اما اعدام آن‌ها با این ادعا که باردار هستند متوقف شد، یک ماه بعد ماری در زندان مُرد. گفته شده به دلیل تب و عوارض ناشی از زایمان بوده، اما هیچ اطلاعی از سرنوشت زن دیگر، بانی در دست نیست حتی معلوم نشد که زایمان کرد یا اعدام شد.

## ثروتمندترین دزدان دریایی
در سال ۲۰۰۸ مجله فوربز تحقیق دسته اولی را آغاز کرد که بیانگر موضوع جالبی بود، این مجله با احتساب، انواع ریخت و پاش‌ها، حقوق ملوانان، هزینه تعمیرات، باج و رشوه پرداختی به بعضی از مسئولان امور، به جمع مبلغی برای هر یک از دزدانِ این لیست رسید که نکتهٔ جالبی است، طبق این جدول پر درآمدترین دزد دریایی تمام دوران تاکنون ساموئل بلامی معروف به سام سیاه بوده با مجموع درآمد ۱۲۰ میلیون دلار، بلامی متولد ۱۶۸۹–۱۷۱۷ با تنها ۲۸ سال سن در هنگام مرگ جوان‌ترین و ثروتمندترین دزد دریایی انگلیسی قرن ۱۷ می‌باشد. او و نیروهای تحت امرش دست کم ۵۳ کشتی را اسیر و غارت کردند. به دلیل سخاوت و رحمی که بر مسافران می‌آورد از طرف گروه وی به او لقب رابین هود دزدان دریایی داده شد، جدول زیر نمونه کامل این تحقیق و درآمدها می‌باشد.
|    | دزد دریایی        | دلار آمریکا       |
| -- | ----------------- | ----------------- |
| ۱  | Samuel Bellamy    | ۱۳۱٬۴ میلیون دلار |
| ۲  | فرانسیس دریک      | ۱۱۵ میلیون دلار   |
| ۳  | Thomas Tew        | ۱۰۳ میلیون دلار   |
| ۴  | John Bowen        | ۴۰ میلیون دلار    |
| ۵  | بارتولومئو روبرتز | ۳۲ میلیون دلار    |
| ۶  | Jean Fleury       | ۳۱٬۵ میلیون دلار  |
| ۷  | Thomas White      | ۱۶ میلیون دلار    |
| ۸  | John Halsey       | ۱۳ میلیون دلار    |
| ۸  | Henry Morgan      | ۱۳ میلیون دلار    |
| ۹  | ریش سیاه          | ۱۲٬۵ میلیون دلار  |
| ۱۰ | Samuel Burgess    | ۹٬۵ میلیون دلار   |
| ۱۱ | Edward England    | ۸ میلیون دلار     |
| ۱۲ | François le Clerc | ۷٬۵ میلیون دلار   |
| ۱۳ | Howell Davis      | ۴٬۵ میلیون دلار   |
| ۱۳ | استید بونت        | ۴٬۵ میلیون دلار   |
| ۱۴ | Richard Worley    | ۳٬۵ میلیون دلار   |
| ۱۵ | چارلز وین         | ۲٬۳ میلیون دلار   |
| ۱۶ | Edward Low        | ۱٬۸ میلیون دلار   |
| ۱۷ | جک رکهم           | ۱٬۵ میلیون دلار   |
| ۱۷ | James Martel      | ۱٬۵ میلیون دلار   |

## هنر رومانتیک و دزدان دریایی

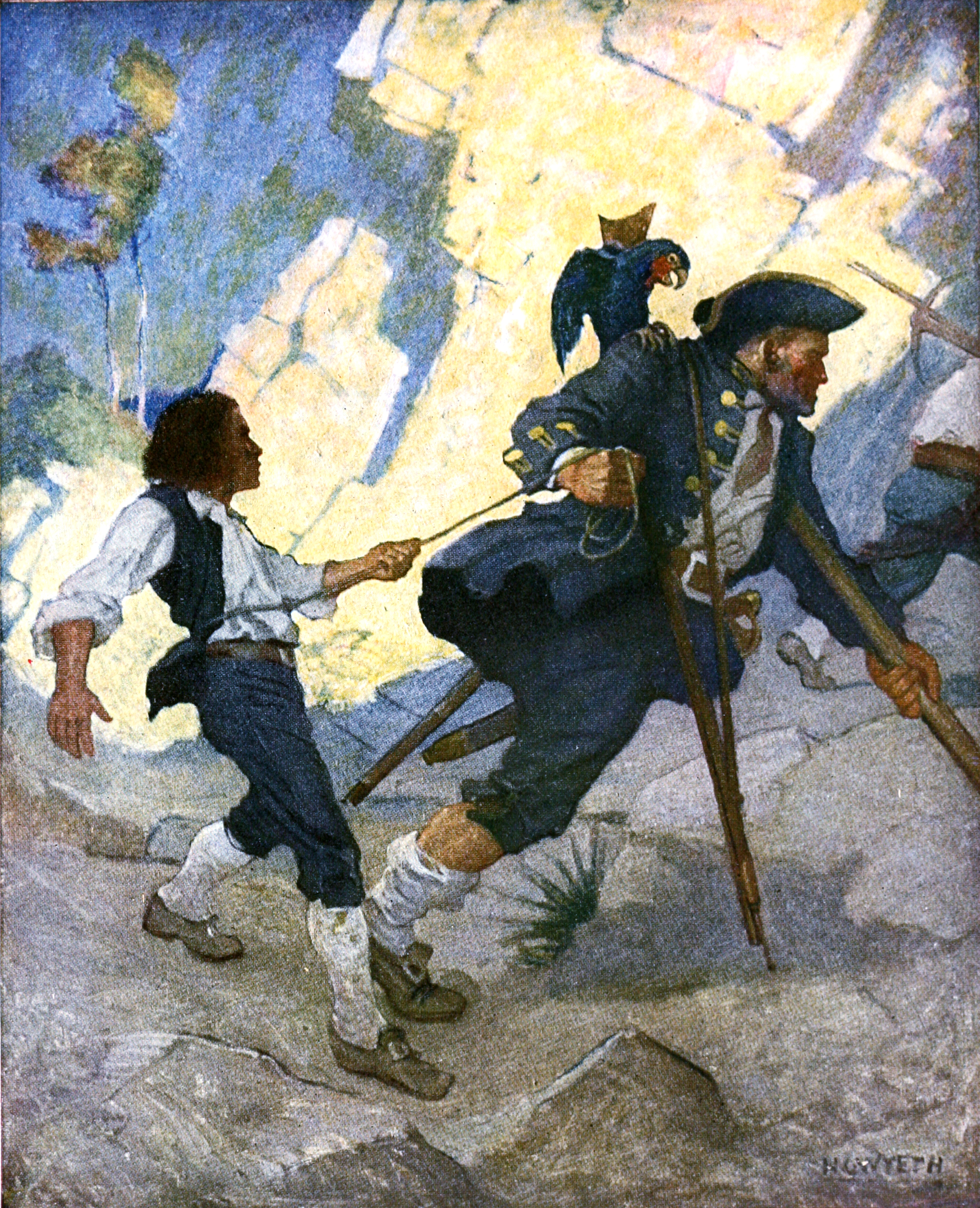
جیم هاوکینز و لانگ جان سیلور، از کتاب جزیره گنج به سال ۱۹۱۱.

کتاب تاریخ عمومی دزدان دریایی که در سال ۱۷۲۴ توسط کاپیتان چارلز جانسون نوشته شد تا آن زمان کامل‌ترین مرجع برای شناخت دزد دریایی، زندگی، حملات و غارت آن‌ها بود و به عنوان منبع اصلی برای شرح حال بسیاری از دزدان دریایی شناخته شد.
فارغ از جنبهٔ خشونت و سبعیت. در زمینهٔ هنر. اعم از ادبیات، موسیقی، و به‌خصوص نقاشی دزدان دریایی موج تازه‌ای به نام موج رومانتیک که دوره‌ای از هنر در اروپا بود را به وجود آوردند. مشهورترین رمان در این زمینه که کاملاً منطبق بر الگوی زندگی و حرفهٔ دزدان دریایی نگارش شد کتاب جزیره گنج اثر رابرت لویی استیونسن و همچنین کتاب پیتر پن اثر جیمز بری می‌باشد، 
الگوی اصلی و فولکوریک تیپ‌شناسی دزدان دریایی با کتاب جزیره گنج و شخصیت لانگ جان سیلور مشهور شد.
طوطی نشسته بر شانه، کلاه سه گوش، پامیخ چشم‌بند معروف دزدان که یک چشم معیوب آن‌ها را می‌پوشاند، دوربین تک چشم، تپانچه و شمشیری که به کمر بسته شده، دندان‌های زرد یا قالباً افتاده به دلیل بیماری اسکوربوت و بسیاری از شمایل‌های دیگر که با این کتاب معرفی شد، کتاب مشهور دانیل دفو به نام رابینسون کروزوئه نیز یکی دیگر از این موارد مشهور است و در حقیقت بر پایه اصل داستان که دفو به آن استناد می‌کند الکساندر سیلکریک ملوانی بوده که به دلیل تمرد و سر پیچی از دستور کاپیتان. طبق رسم دزدان دریایی در جزیره‌ای خالی از سکنه و متروک تنها با یک تپانچه و یک گلوله رها می‌شود تا سرنوشت برای او مقدر نماید هر آنچه که هست. در زمینهٔ نقاشی هم آثار بسیار زیادی از این دست وجود دارد که اغلب نمایانگر جنگ میان کشتی‌ها و گاهی غارت آن‌ها می‌باشد، در بحث‌های بین‌المللی سال ۱۹۹۰ پیشنهاد شد که یک روز به نام روز دزدان دریایی انتخاب شود. در این روز که مطابق با ۱۹ سپتامبر می‌باشد و به عنوان جشن تعطیلات مسخره‌آمیز هم از آن یاد می‌شود. اغلب مردم لباس‌هایی به شکل و شمایل دزدان می‌پوشند و با لهجهٔ دزدان دریایی با یکدیگر صحبت می‌کنند.

## واژگان
1. ↑  Christopher Columbus
2. ↑  Colony
3. ↑  Buccaneering
4. ↑  Jamaica
5. ↑  Caribbean
6. ↑  The British East India Company
7. ↑  Red Sea
8. ↑  Captain Charles Johnson
9. ↑  A General History of the Pyrates
10. ↑  Textile
11. ↑  Slave
12. ↑  Canary Islands
13. ↑  Tobacco
14. ↑  Flax
15. ↑  Ocean current
16. ↑  Monsoon
17. ↑  Florida
18. ↑  Jamestown
19. ↑  Virginia
20. ↑  Seaman
21. ↑  Treasure
22. ↑  Edward Teach
23. ↑  Blackbeard
24. ↑  Port Royal
25. ↑  Nassau
26. ↑  República de Honduras
27. ↑  San Cristóbal de La Habana
28. ↑  Belize
29. ↑  Robert Maynard
30. ↑  Captain John Rackham
31. ↑  Flag
32. ↑  Skull
33. ↑  King Stone
34. ↑  Bartholomew Roberts
35. ↑  Black Bart
36. ↑  Shot (pellet)
37. ↑  Charles Vane
38. ↑  Deck
39. ↑  Mast (sailing)
40. ↑  Amaro Pargo
41. ↑  Stede Bonnet
42. ↑  The Gentleman Pirate
43. ↑  Barbados
44. ↑  Reveng
45. ↑  Republic of Pirates
46. ↑  Sir Francis Drake
47. ↑  Fernão de Magalhães
48. ↑  Elizabeth I Of England
49. ↑  Felipe II
50. ↑  Naval fleet
51. ↑  Pacific Ocean
52. ↑  Gemstone
53. ↑  Henry Morgan
54. ↑  Knight
55. ↑  British Empire
56. ↑  Great Britain
57. ↑  The Barbary pirates
58. ↑  Crusades
59. ↑  Robert Davis
60. ↑  Fraud
61. ↑  Cheating
62. ↑  Gambling
63. ↑  Musician
64. ↑  Flagellation
65. ↑  Treaty of Utrecht
66. ↑  Louis XIV of France
67. ↑  House of Bourbon
68. ↑  Hanging
69. ↑  Suicide
70. ↑  Henry Every
71. ↑  Ganj-i-Sawai
72. ↑  Cape of Good Hope
73. ↑  Anne Bonny
74. ↑  Mary Read
75. ↑  Forbes
76. ↑  Samuel Bellamy
77. ↑  Black Sam
78. ↑  Robin Hood
79. ↑  Treasure Island
80. ↑  Robert Louis Stevenson
81. ↑  Peter Pan
82. ↑  Sir James Matthew Barrie
83. ↑  Long John Silver
84. ↑  Eyepatch
85. ↑  Scurvy
86. ↑  Daniel Defoe
87. ↑  Robinson Crusoe
88. ↑  Pirate Day